# Яничарська музика

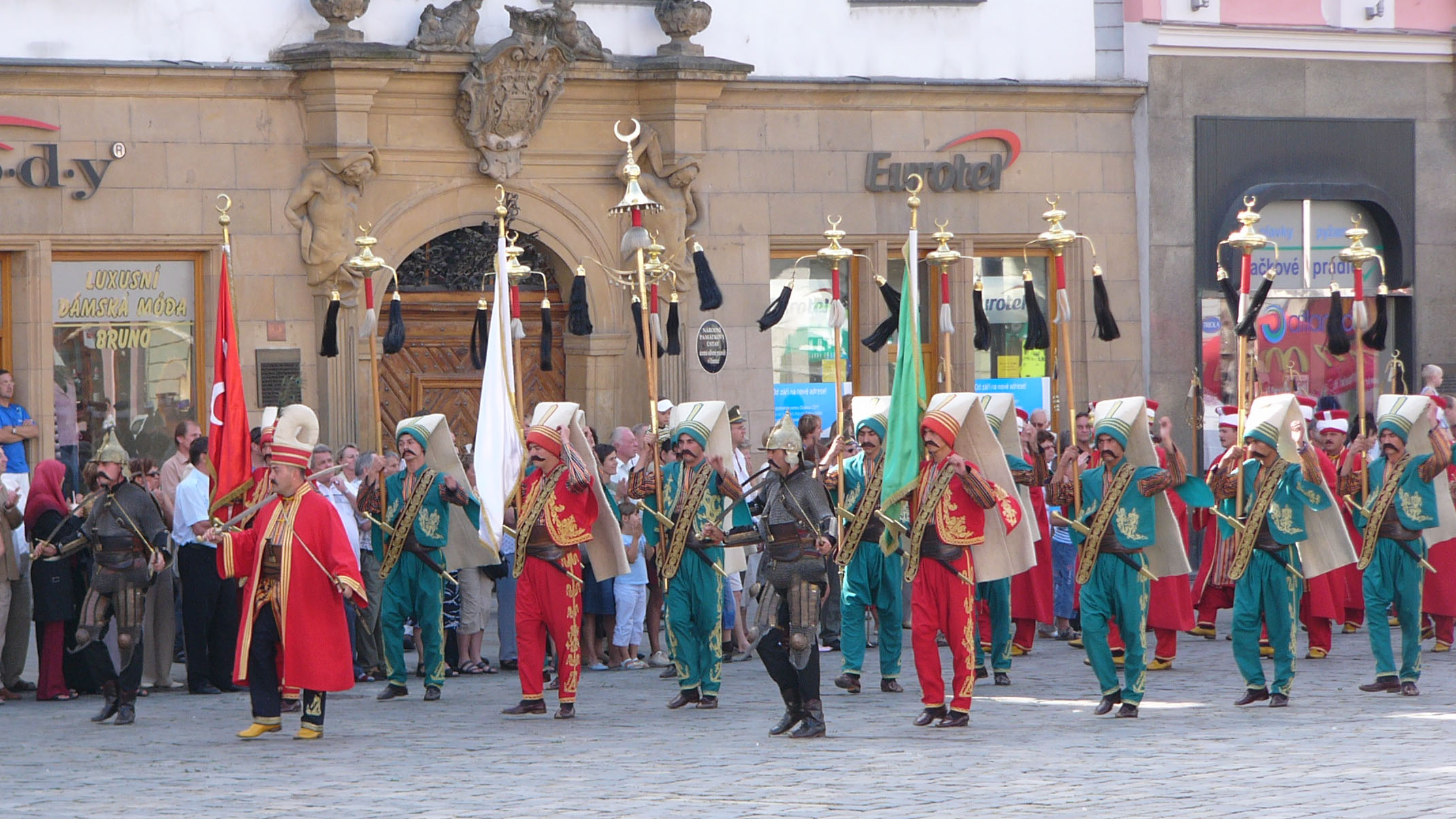
Сучасний турецький оркестр яничарськоЇ музики

Яничарська музика — термін, яким на початку XVIII століття в Європі позначали набір традиційних інструментів військового оркестру яничар.

## Склад оркестру
Великий барабан (дауль), 2 невеликих барабанчика (сардар-нагару), 2 тарілки (ціл), 7 мідних труб (борі) та 5 шоломій (цурнадер).

## Історія
Традиція турецької військової музики сходить до XIII століття. Вважається, що перший військовий оркестр був спрямований Осману I від султана сельджуків Аладдіна III в подарунок. Поняття військового оркестру, близького за складом до сучасного, з'являється в Османській імперії у XVI столітті.
З часів нашестя османів на Середню Європу в середині XVII століття їхня військова музика сприймалася європейцями як «варварська» (дика, гарчаща, шумлива, навіть гримлюща), тобто специфічне поєднання тембрів, інструментів і т. д., а не як особлива музична мова. Але з початку XVIII століття музична традиція військових оркестрів яничарів починає проникати в Європу, і на них виникає своєрідна мода.
В 1720 році повний комплект яничарських інструментів отримав у дар від турецького султана польський король Август II. В 1725 році російська імператриця Катерина I виписала з Константинополя турецький військовий оркестр, у складі якого, крім її традиційних музичних інструментів, був і трикутник, відомий в Європі з XIV століття. В 1741 році яничарські інструменти з'явилися в Австрії, потім у Пруссії та інших європейських країнах. У моду увійшов жанр «турецького», тобто військового, маршу з використанням «яничарського» тембрового колориту (зокрема, великого барабана з тарілками, до яких часто приєднувався трикутник).
Серед ударно-шумових інструментів, які викликали асоціації з турецькою музикою, був бунчук. Вплив «яничарської музики» як специфічного тембрового комплексу на європейську оперну і симфонічну музику був дуже помітним. Одним із перших скористався тарілками і трикутником в оперному оркестрі А. Е. М. Гретрі («Марш циган» з опери «Таємна магія», 1778). К. В. Глюк у хорах і танцях скіфів в опері «Іфігенія в Тавриді» (1779) для створення східного колориту також вводить в оркестр тарілки і трикутник у поєднанні з малим барабаном.
Кращі зразки органічного сплаву яничарських тембрів із тембровим комплексом класичного європейського оркестру — зингшпіль В. А. Моцарта «Викрадення із сералю» (1782) і «Військова симфонія» Гайдна (1794). Той же комплекс тембрів присутній в увертюрі та марші Бетховена до п'єси Коцебу «Афінські руїни». В оркестрі «Викрадення із сералю» відтворено і типовий для яничарів спосіб гри на великому барабані — калаталом і прутом (Ruthe). Наприкінці XIX століття цей прийом повторив Густав Малер у 3-й частини 2-ї симфонії.
Участь великого барабана з тарілками у «войовничих епізодах» оперно-симфонічних партитур стає типовим для європейської музики кінця XVIII — початку XIX століть. Один із маловідомих, але показових зразків — «Німецька військова пісня» Моцарта (K.-V. 539, «Ich mochte wohl der Keiser sein», 1788) для малого складу симфонічного оркестру з тарілками і великим барабаном, написана у зв'язку з австро-турецькою війною. Поєднанням тембрів великого барабана, тарілок і трикутника, постійно застосовувалися в «тріумфальній» музиці, скористався Л. ван Бетховен у фіналі 9-ї симфонії.
Стиль «alla turca» вплинув не тільки на оркестрову, а й на фортепіанну музику (наприклад, фінал фортепіанної сонати Моцарта A-dur, K.-V. 331). На початку XIX століття створювалися фортепіано з імітацією тембрів дзвіночків, тарілок і великого барабана. Механічні інструменти типу оркестріона також забезпечувалися «яничарськими» тембрами, наприклад оркестріон братів X. Р. і В. Бауерів (Відень, 1828). Для одного з оркестріонів («пангармонікон» І. Н. Мельцеля, 1806) Бетховен написав «Битву при Вітторії», виконувану в оркестровій редакції з трьома великими барабанами. Приклад музичного експерименту — твір Л. Шпора «Ноктюрн для гармоніуму і яничарської музики» (1815).
З середини XIX століття, у міру військово-політичного занепаду Османської імперії, став падати і вплив яничарської музики в Європі. У XX столітті, після розпаду Османської імперії, робилися окремі спроби відродження традицій яничарської музики (зокрема, до 1953 році в ознаменування 500-річчя падіння Константинополя).
Нині яничарська музика носить в Туреччині переважно історико-етнографічний характер. При Військовому музеї (Askeri Muze) в Стамбулі існує ансамбль із турецьких військових, який виступає у стилі традицій яничарській музики.

## Відомі композитори

### XVI століття
- Nefiri Behram
- Emir-i Hac
- Hasan Can
- Gazi Giray II

### XVII століття
- Zurnazen Edirneli Daği Ahmed Çelebi
- Zurnazenbaşı İbrahim Ağa
- Müstakim Ağa
- Hammali

### XVIII століття
- Hızır Ağa